# Príncipe Pío (stanice metra v Madridu)
Príncipe Pío (plným názvem španělsky Estación de Príncipe Pío, dříve Estación de Norte či Norte) je stanice metra v Madridu. Nachází se na náměstí Glorieta de San Vicente na rozhraní městských obvodů Moncloa – Aravaca a Centro. Stanice patří k nejdůležitějším dopravním uzlům v Madridu – kromě přestupu mezi třemi linkami metra 6, 10 a R se zde nachází stanice příměstské železnice Cercanías a terminál městské, příměstské a dálkové autobusové dopravy, tzv. intercambiador. Ve stanici se nachází i informační kancelář a kancelář vydávající průkazky MHD. Stanice se nachází v tarifním pásmu A (metro) a pásmu 0 (Cercanías) a je bezbariérově přístupná. Stanice je pojmenována po Franciscovi Pío de Saboya y Moura, vojevůdci z 18. století.

## Historie

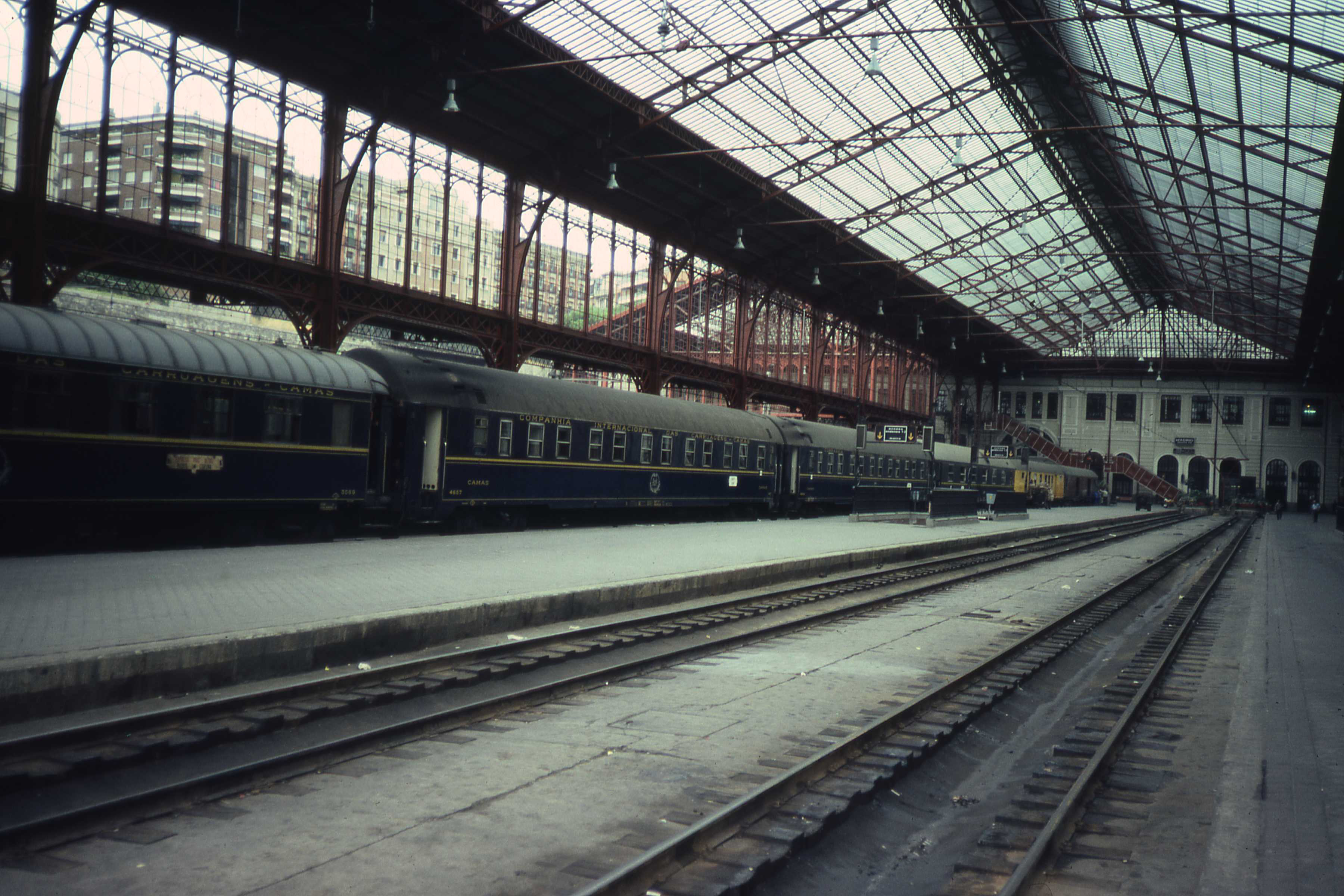
Nástupiště stanice v roce 1981

Železniční stanice byla otevřena poprvé v červnu 1861 pod jménem Estación de Norte (Severní nádraží) jako hlavové nádraží železniční trati General del Norte (Hlavní severní trať), spojující Madrid s Irúnem. Zatímco výstavba trati započala v roce 1856, výstavba staniční budovy byla zahájena v roce 1859 pod vedením francouzských inženýrů, po nichž je pojmenován přilehlý železniční most Puente de los Franceses (most Francouzů).
Dne 27. prosince 1925 byl otevřen první úsek metra, který spojil nádraží s centrem – konkrétně se stanicí Isabel II, dnešní stanicí Ópera. Jednalo se o odbočnou větev linky 2, proto pro ni byl zvolen název Ramal (doslova „větev“).
 Toto spojení umožnilo pohodlně překonat velký výškový rozdíl mezi centrem města a nádražím. Za španělské občanské války byla stanice velmi poničená, záhy ale došlo k její opravě.
V 60. a 70. letech 20. století začala stanice ztrácet na dopravním významu, zvláště po otevření nádraží Madrid Chamartín v roce 1967, ze kterého začaly být vypravovány vlaky na sever Španělska po nové kratší trati vedoucí přes Burgos. (Trať ze stanice Norte vedoucí přes Valladolid jí nemohla konkurovat.) Severní nádraží bylo odříznuto od hlavní komunikační osy, kterou byla spojnice nádraží Chamartín a Atocha. V roce 1976 přestaly do stanice zajíždět všechny vlaky, kromě příměstských, nicméně od roku 1979 byly ze stanice vypravovány rychlíky směřující do Galicie.
Provoz ve stanici byl ukončen 30. ledna 1993, kdy byl ze stanice vypraven poslední vlak jedoucí na galicijské pobřeží. V té době začaly pod vedením inženýra Javiera Bustinduye práce směřující k přeměně nádraží na moderní přestupní uzel. Během výstavby došlo k vyhloubení objemné jámy v místě bývalých nástupišť pod zastřešením. Do této jámy byly posléze umístěny společná nástupiště linek 6 a 10. Zároveň došlo k přeložkám železniční trati tak, aby se stanice stala průjezdnou i směrem na nádraží Atocha. Stanice byla otevřena 10. května 1995 v rámci úseku Ciudad Universitaria – Laguna linky 6 a tím se uzavřel okruh linky. Následně po dokončení přeložky úseku Plaza de España – Lago začaly ve stanici zastavovat i vlaky linky 10. Dne 30. června 1996 byly uvedeny do provozu nástupiště příměstské železnice. Bývalá staniční budova byla přeměněna na obchodní centrum.

## Popis
Nástupiště linek 6 a 10 jsou polootevřená a sledují jihozápadně-severovýchodní směr. Jsou uspořádána jako dvě společná nástupiště – každé se dvěma nástupními hranami. Vnitřní náleží vždy ke koleji linky 6 a vnější ke koleji linky 10. Tak je umožněn snadný a plynulý přestup pro směry Laguna ↔ Plaza de España a Casa de Campo ↔ Moncloa. Pro opačné směry je nutno využít nadchodu. Tato nástupiště jsou přemostěny v kolmém směru kolejemi příměstské železnice. Nástupiště linky R je umístěno pod náměstím Glorieta de San Vicente ve východo-západním směru. Z celé stanice vedou dva výstupy – jeden do vestibulu v ulici Paseo de la Florida (v blízkosti bývalé staniční budovy) a do vestibulu v ulici Paseo del Rey.

## Fotogalerie

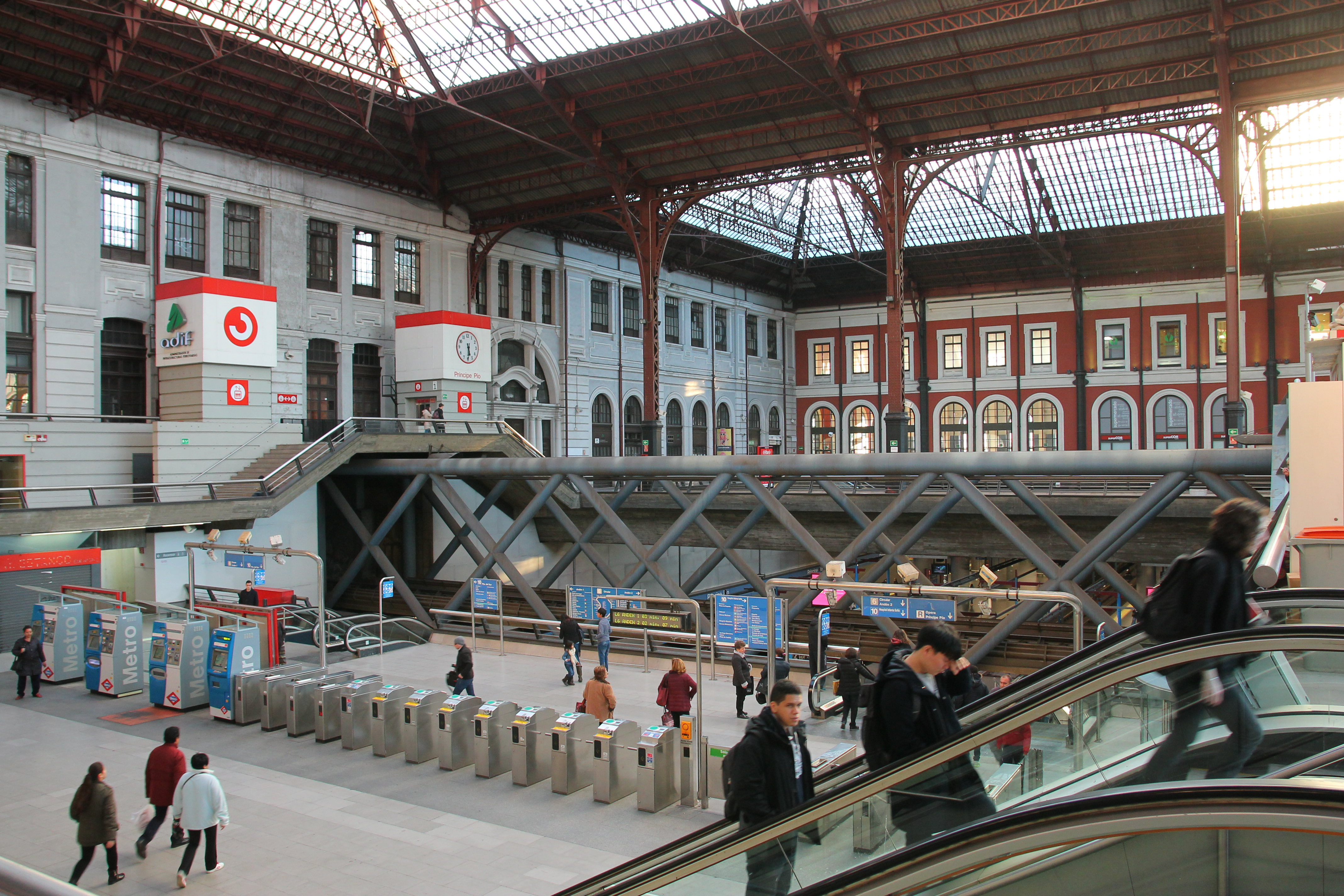
Přestupní hala na místě bývalého nástupiště stanice Norte
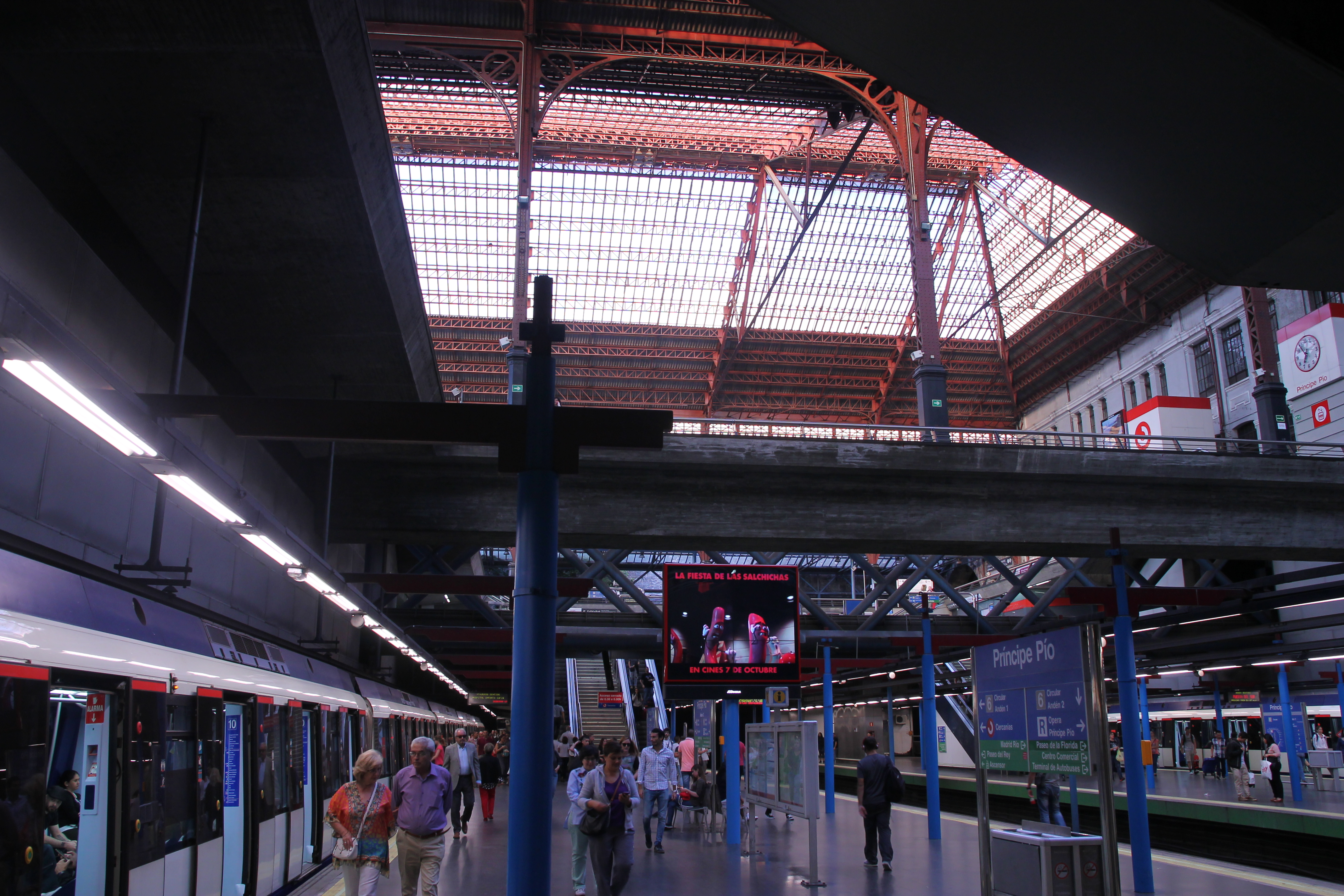
Pohled na zastřešení stanice
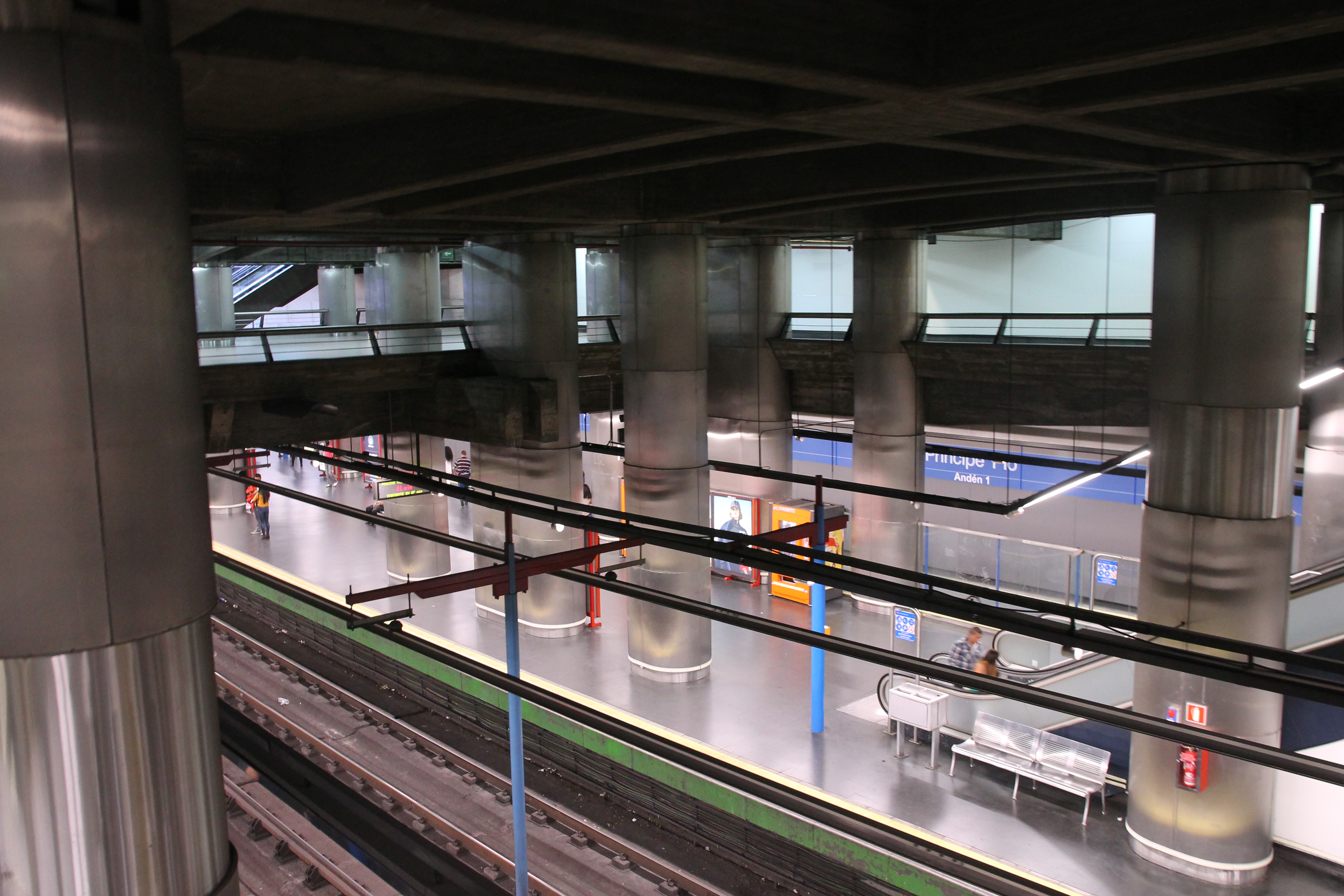
Nástupiště linek 6 a 10
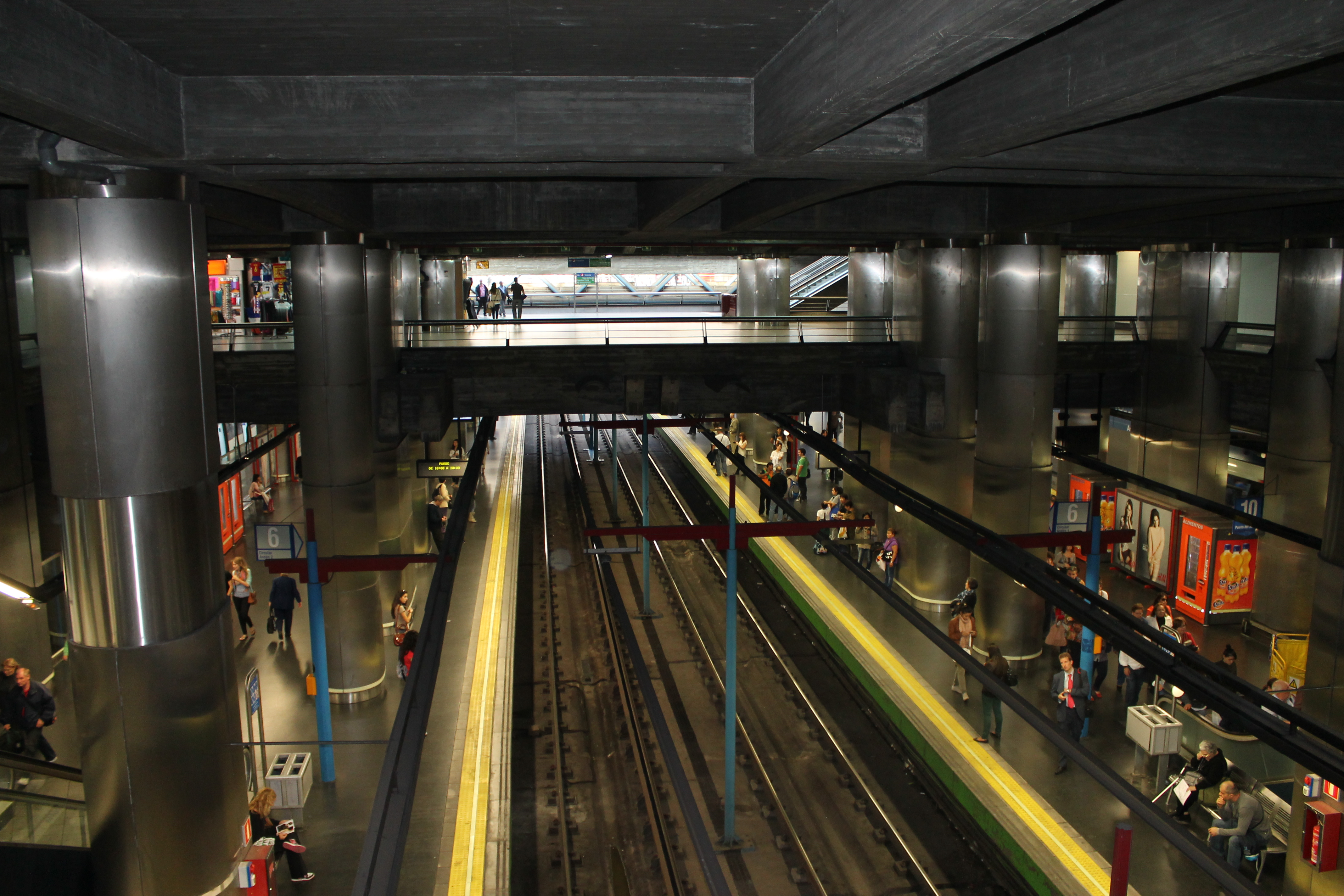
Nástupiště linek 6 a 10
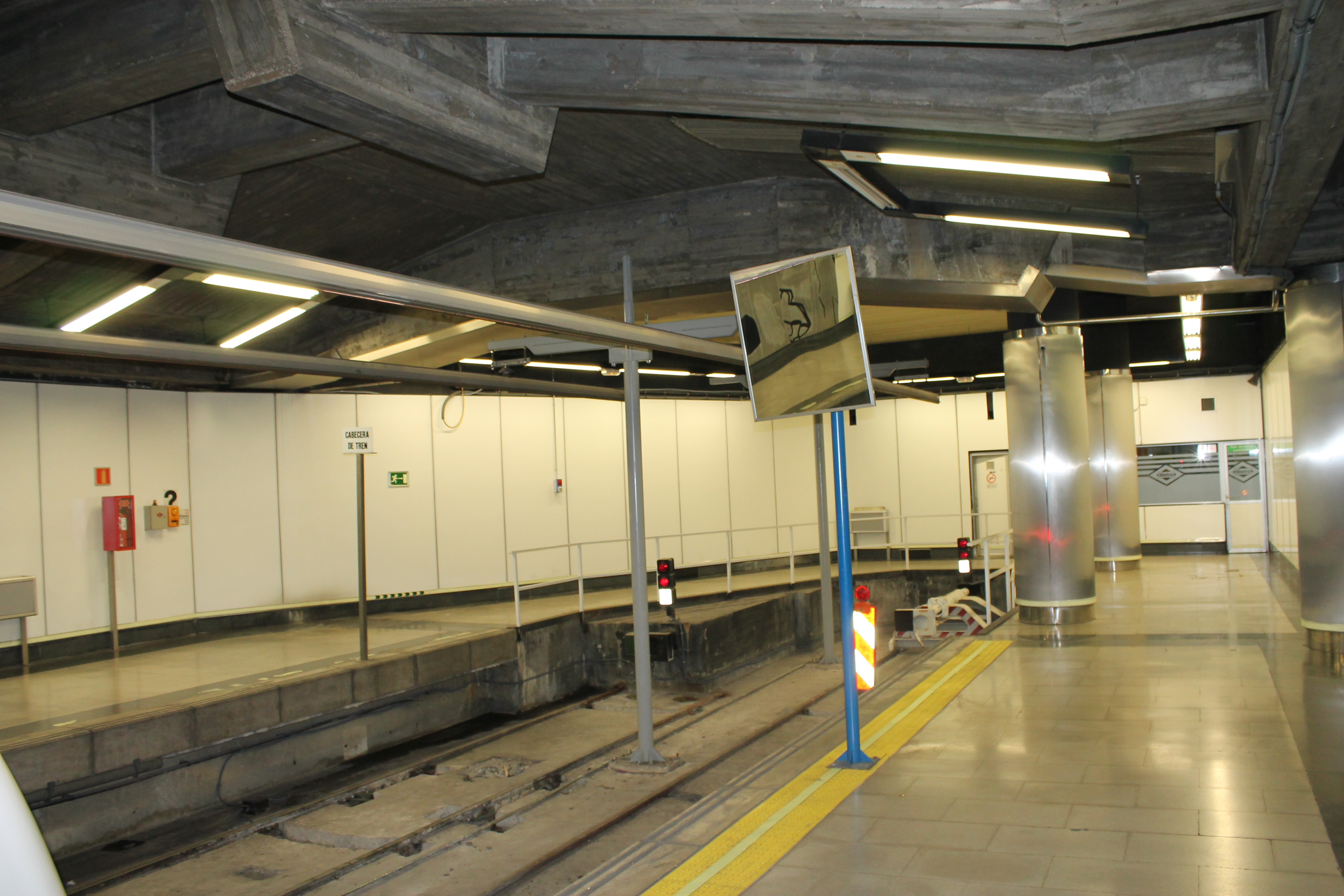
Nástupiště linky R
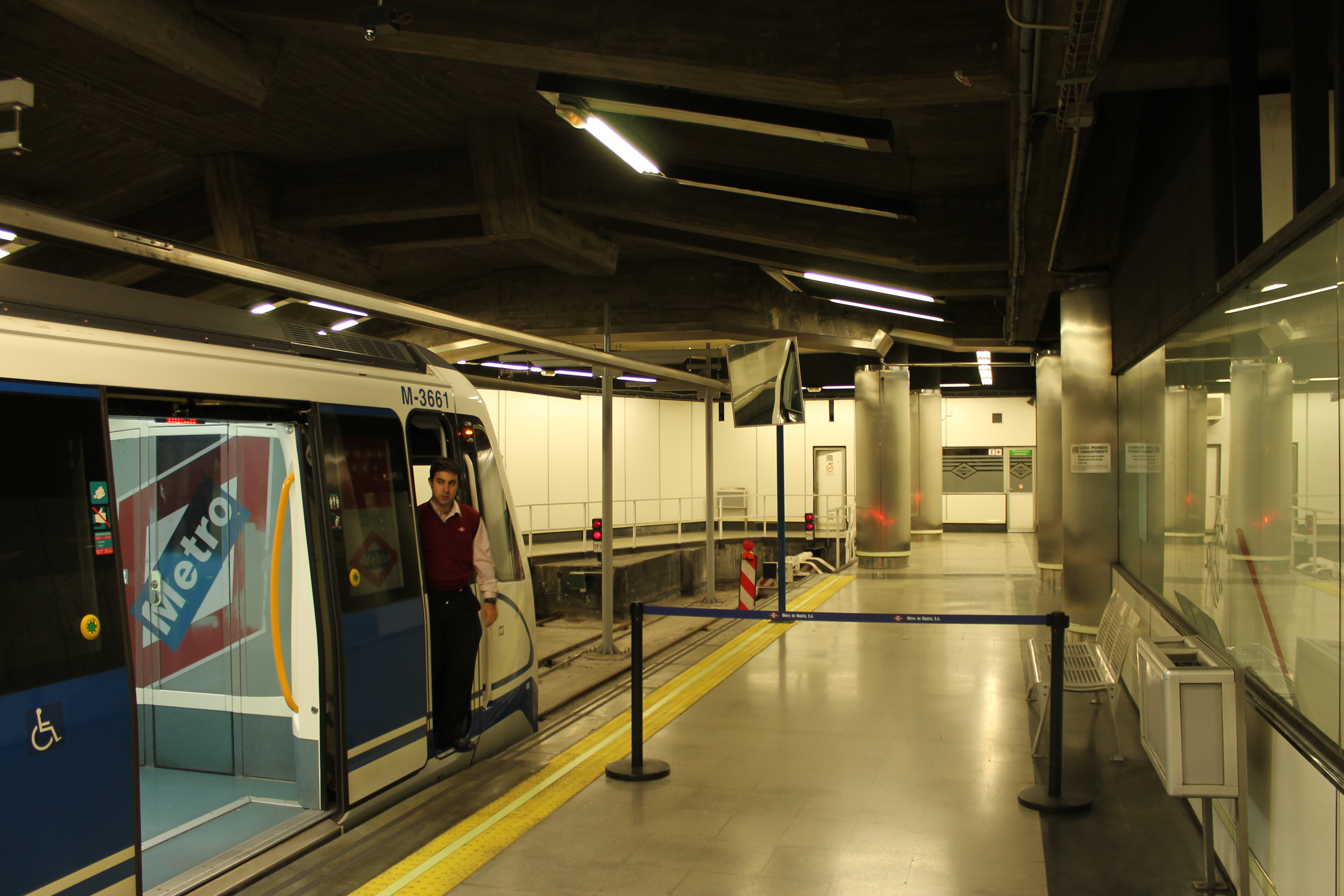
Vlak řady 3000 ve stanici linky R
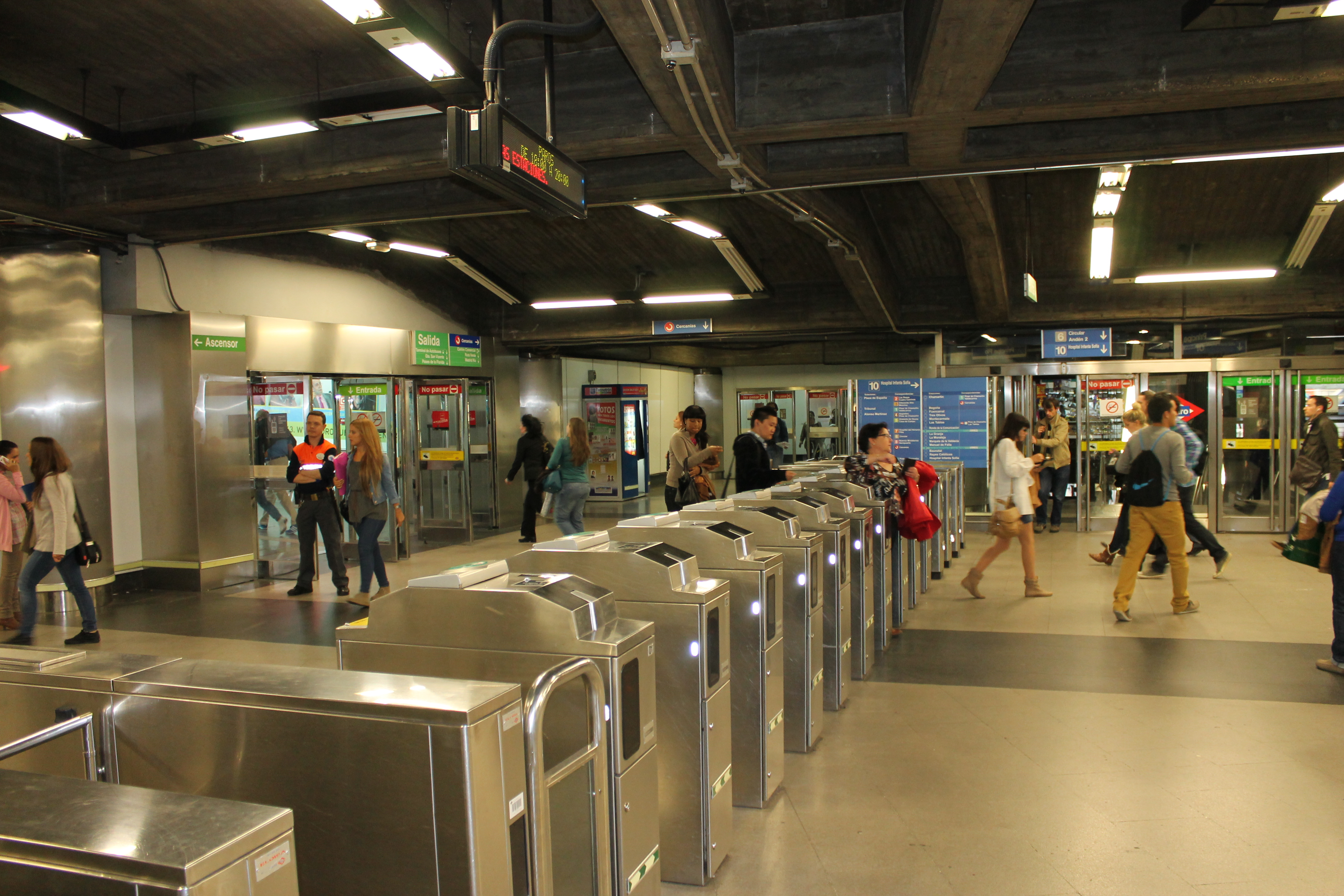
Turnikety
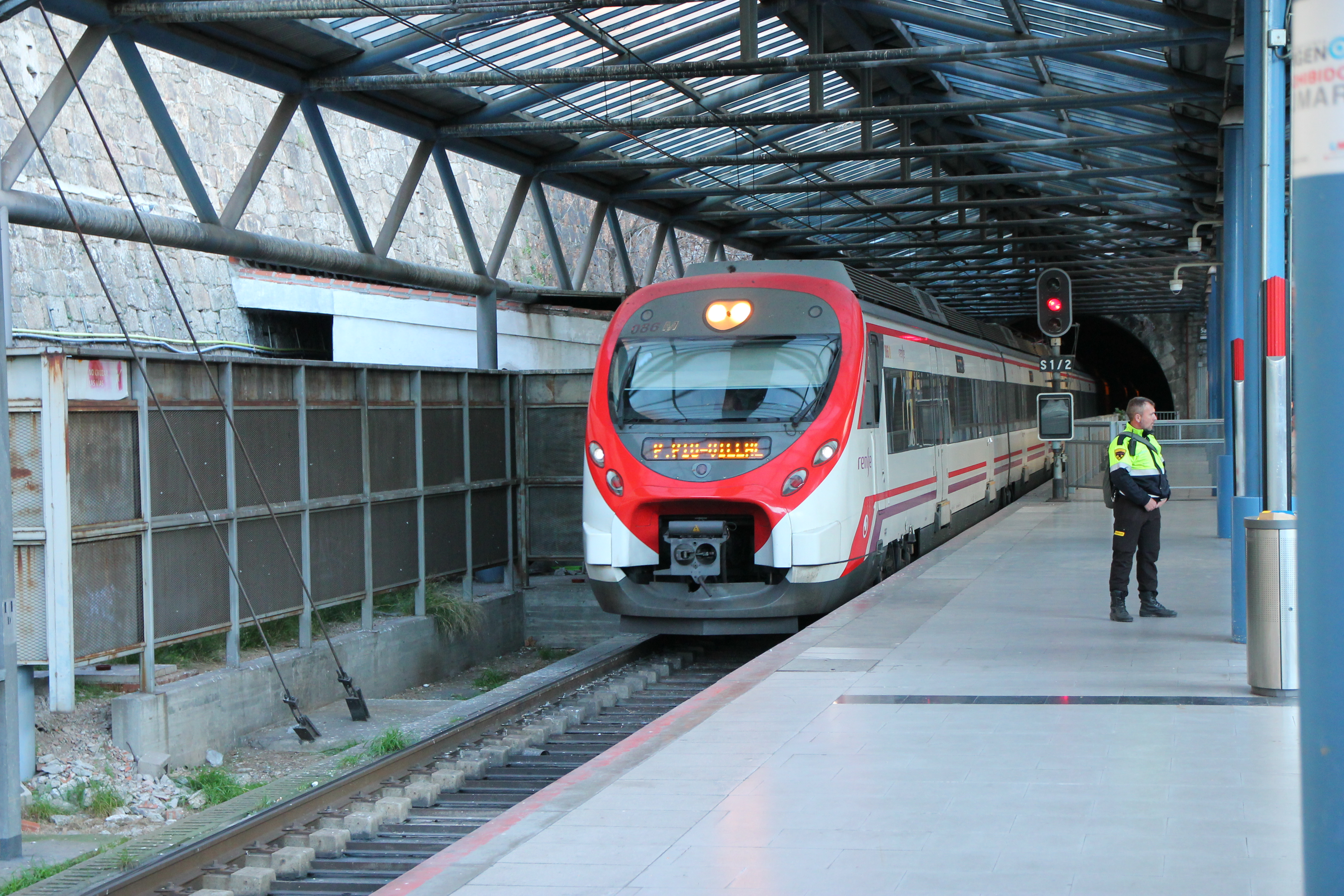
Vlak příměstské železnice
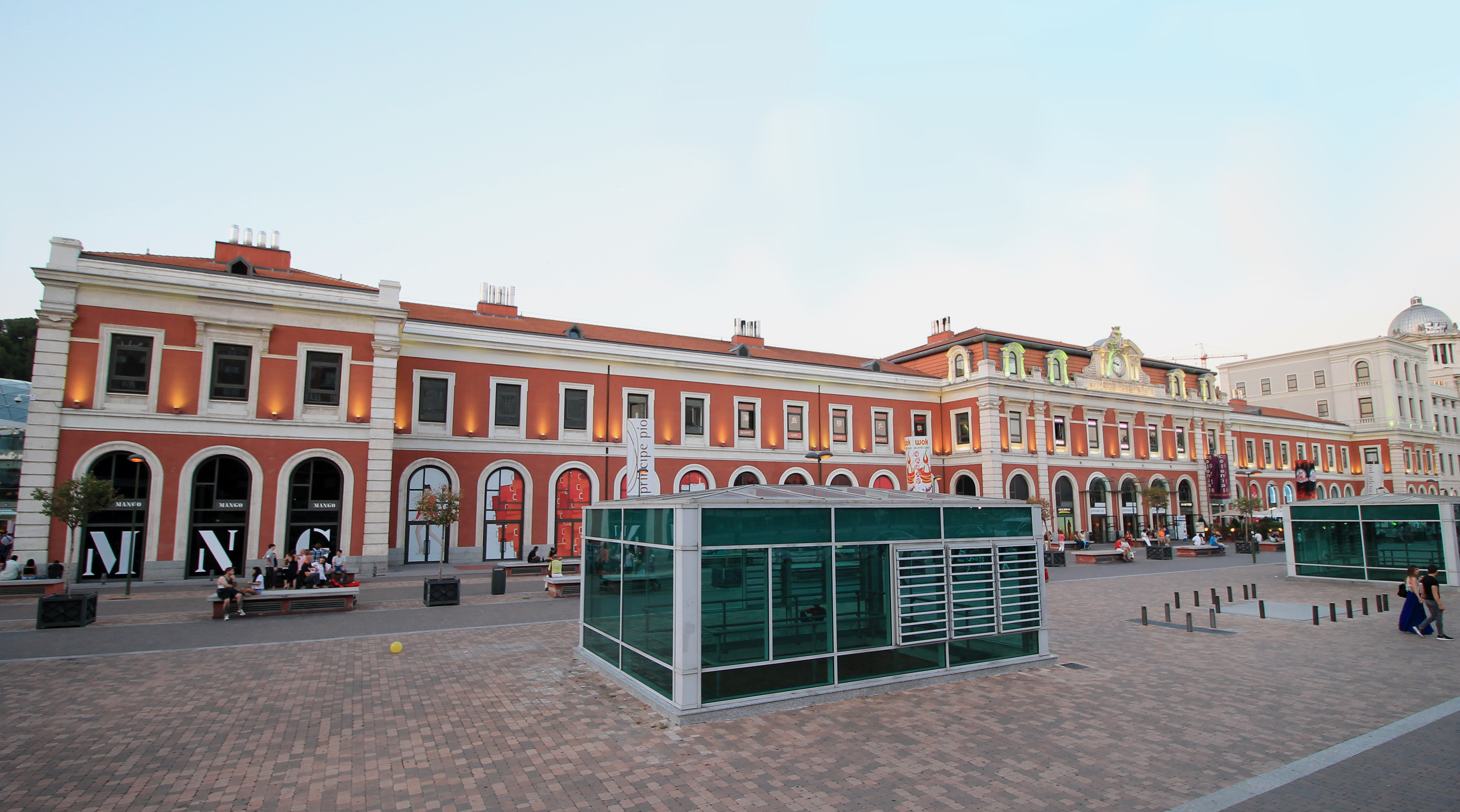
Bývalá staniční budova